# Арикбалик
Арикбали́к (каз. Арықбалық) — село у складі Айиртауського району Північноказахстанської області Казахстану. Адміністративний центр Арикбалицького сільського округу.
Населення — 2050 осіб (2021; 2851 у 2009, 4010 у 1999, 5480 у 1989).
Національний склад станом на 1989 рік:
- росіяни — 59 %.

## Відомі уродженці села
- Гущин Валентин Михайлович (1912-1982) — радянський діяч, міністр будівництва Середньоазіатського економічного району СРСР.